# South Park (sæson 16)
South Park sæson 16 var den 16. sæson af den amerikanske tv-serie South Park. Den havde premiere den 14. marts 2012 og blev afsluttet den 7. november 2012.

## Storyline
I denne sæson bliver det afsløret af Marvin Marsh lider af Alzheimers, hvilket demonstreres i afsnittet "Cash for Gold", hvor han stadig tror at Shelly er en baby. Der er også optrædner fra Jesus i "Butterballs" og Mr. Hankey i "I Should Have Never Gone Ziplining", selvom sidstnævnte ikke taler, for første gang siden sæson 14's "201". Mr. Kitty, der senest var med i "Major Boobage", har også en optræden i afsnittet "Faith Hilling". Clydes mor Betsy Donovan dør i "Reverse Cowgirl", men ses i live i "Jewpacabra". "Jewpacabra" indeholder også Cartmans øjensynlige konvertering til jødedommen i slutningen. Afsnittet har også kun en flytig optræden fra Stan, uden dialog. Denne sæson introducere også Butters voldelige bedstemoder i "Butterballs" og en ny elev (og kærlighedsinteresse for Token og midlertidig Kyle) ved navn Nichole, i "Cartman Finds Love". Nicholes debut koincidere med at endnu en af Cartmans personligheder viser sig efter "1%", i skikkelse af hans imaginære engle-følgesvend Cupid Me. Live action-versioner af drengene optræder i "I Should Have Never Gone Ziplining", under en rekonstruktion af deres ziplining-eventyr. Kenny dør i denne sekvens, hvilket er eneste gang i sæsonen det sker. En løbende joke starte i første halvdel af sæson, men Stan der instruere film i to afsnit og ender med at "spille den af i San Diego" i "Butterballs" og "I Should Have Never Gone Ziplining", hvilket parodiere Kony 2012-kampagneskaberen Jason Russell. Brad Paisley gæsteoptræder som sig selvi "Cartman Finds Love". 

## Afsnit
| Serie # | Sæson # | Titel                                | Instruktør  | Forfatter(e) | Original sendedato | Seere i USA    |
| 224 | 1       | "Reverse Cowgirl"                    | Trey Parker | Trey Parker  | 14. marts 2012     | 2,63 millioner |
| En af drengene er flere gange blevet bedt om ikke at lade toiletsæddet oppe efter han har været på toilettet, men han hører ikke efter. Hans handlinger har konsekvenser og resulterer til sidst i en ufattelig katastrofe.                                                                      |         |                                      |             |              |                    |                |
| 225 | 2       | "Cash for Gold"                      | Trey Parker | Trey Parker  | 21. marts 2012     | 2,31 millioner |
| Cartman starter et ædelstensshow på et netværk og laver en meget lukrativ forretning. Stan søger efter den rigtige værdi på et smykke, der var en gave fra hans bedstefar. I mellemtiden er Cartmans lukrative nye forretning afhængig af et ekstremt sårbart klientel.                          |         |                                      |             |              |                    |                |
| 226 | 3       | "Faith Hilling"                      | Trey Parker | Trey Parker  | 28. marts 2012     | 2.70 millioner |
| Menneskehedens evolution begynder at accelerere i en kraftfuld og skræmmende hastighed. Samtidig oplever en anden art på jorden den sammen drastiske udvikling. På et tidspunkt vil de to arter tage en kamp til døden og "Faith Hilling" kan være menneskehedens eneste håb.                    |         |                                      |             |              |                    |                |
| 227 | 4       | "Jewpacabra"                         | Trey Parker | Trey Parker  | 4. april 2012      | 2,69 millioner |
| South Parks store påske-æggejagt er på spil, da der opstår rygter om at et bæst vandre rundt i skoven i nærheden. Cartman prøver at advarer alle om at deres liv stå på spil hvis de deltager i æggejagten. Ingen tror på ham, indtil han producerer et video-bevis på det mystiske væsen.       |         |                                      |             |              |                    |                |
| 228 | 5       | "Butterballs"                        | Trey Parker | Trey Parker  | 11. april 2012     | 2,23 millioner |
| Stan vil gøre opmærksom på farerne ved at mobbe, ved at lave en stor dansevideo, alt imens Butters bliver offer for en unormal bølle. |         |                                      |             |              |                    |                |
| 229 | 6       | "I Should Have Never Gone Ziplining" | Trey Parker | Trey Parker  | 18. april 2012     | 2,43 millioner |
| Drengene glæder sig til at bruge en dag på at zipline i Colorado Mountains. Men højt oppe i Rocky Mountains, langt fra deres familier, tager deres turn en uheldig drejning. Chancerne for overlevelse er lille. Alt de kan gøre er at vente på at blive reddet. Men vil hjælpen komme for sent? |         |                                      |             |              |                    |                |
| 230 | 7       | "Cartman Finds Love"                 | Trey Parker | Trey Parker  | 25. april 2012     | 2,33 millioner |
| Cartman leger "Kirsten Giftekniv" med en ny pige der er flyttet til byen. |         |                                      |             |              |                    |                |
| 231 | 8       | "Sarcastaball"                       | Trey Parker | Trey Parker  | 26. september 2012 | 1,84 millioner |
| Som en bekymret forældre, ændre Randy radikalt hvordan football bliver spillet på South Park Elementary. Den nye version af spillet bliver hurtigt nationens mest populære sport. En talentfuld elev fremstår som stjernespilleren i Sarcastaball.                                               |         |                                      |             |              |                    |                |
| 232 | 9       | "Raising the Bar"                    | Trey Parker | Trey Parker  | 3. oktober 2012    | 1,69 millioner |
| Cartman indrømmer at han er fed og beslutter at det at køre rundt på en scooter er hans rettighed. Kyle ser at Cartman ikke er den eneste der ikke ser nogle problemer i den usunde livsstil. I mellemtiden finder Cartman ud af, at han har en rival i Amerikas yndling, Honey Boo Boo.         |         |                                      |             |              |                    |                |
| 232 | 10      | "Insecurity"                         | Trey Parker | Trey Parker  | 10. oktober 2012   | 2,33 millioner |
| Gerald og Sheilas forsøg på seksuelt rollespil påbegynder en omsiggribende panik hos alle gifte mænd i byen. De frygter at UPS-fragtmanden er ude efter deres koner. I mellemtiden får Cartman et sikkerhedssystem til sit hus.                                                                  |         |                                      |             |              |                    |                |
| 233 | 11      | "Going Native"                       | Trey Parker | Trey Parker  | 17. oktober 2012   | 1,98 millioner |
| Da Butters starter med at opføre sig mærkeligt i skolen, indser hans forældre at det er tid til at fortælle ham, at han ikke er som de andre børn. Det bliver en svær tur for en ung dreng at klare alene, så Butters vælger Kenny til at rejse med ham til den fjerne og afsondret ø Hawai'i.   |         |                                      |             |              |                    |                |
| 234 | 12      | "A Nightmare on Face Time"           | Trey Parker | Trey Parker  | 24. oktober 2012   | 1,89 millioner |
| I denne parodi på Ondskabens hotel flytter Stans far Randy hele familie til en forladt Blockbuster Video-butik, med håbet om at genoplive videoudlejningsforretningen. I mens Randy bliver skør, bruger Stan iPad FaceTime, så han kan forblive i kontakt med Kyle, Kenny og Cartman.            |         |                                      |             |              |                    |                |
| 235 | 13      | "A Scause for Applause"              | Trey Parker | Trey Parker  | 31. oktober 2012   | 1,96 millioner |
| Verden er chokeret over nyhederne om et stofmisbrug hos et elsket ikon, hvilket får alle til at føle sig fortabt og forrådt. Drengene gør som resten af nationen, og fjerner deres gule armbånd. Alle er med, på nær Stan, der ikke virker til at kunne klippe sit armbånd over.                 |         |                                      |             |              |                    |                |
| 236 | 14      | "Obama Wins!"                        | Trey Parker | Trey Parker  | 7. november 2012   | TBA            |
| TBA |         |                                      |             |              |                    |                |

## Eksterne links
- South Park Studios – officielle website med video streaming af hele afsnit.